# 海福花園

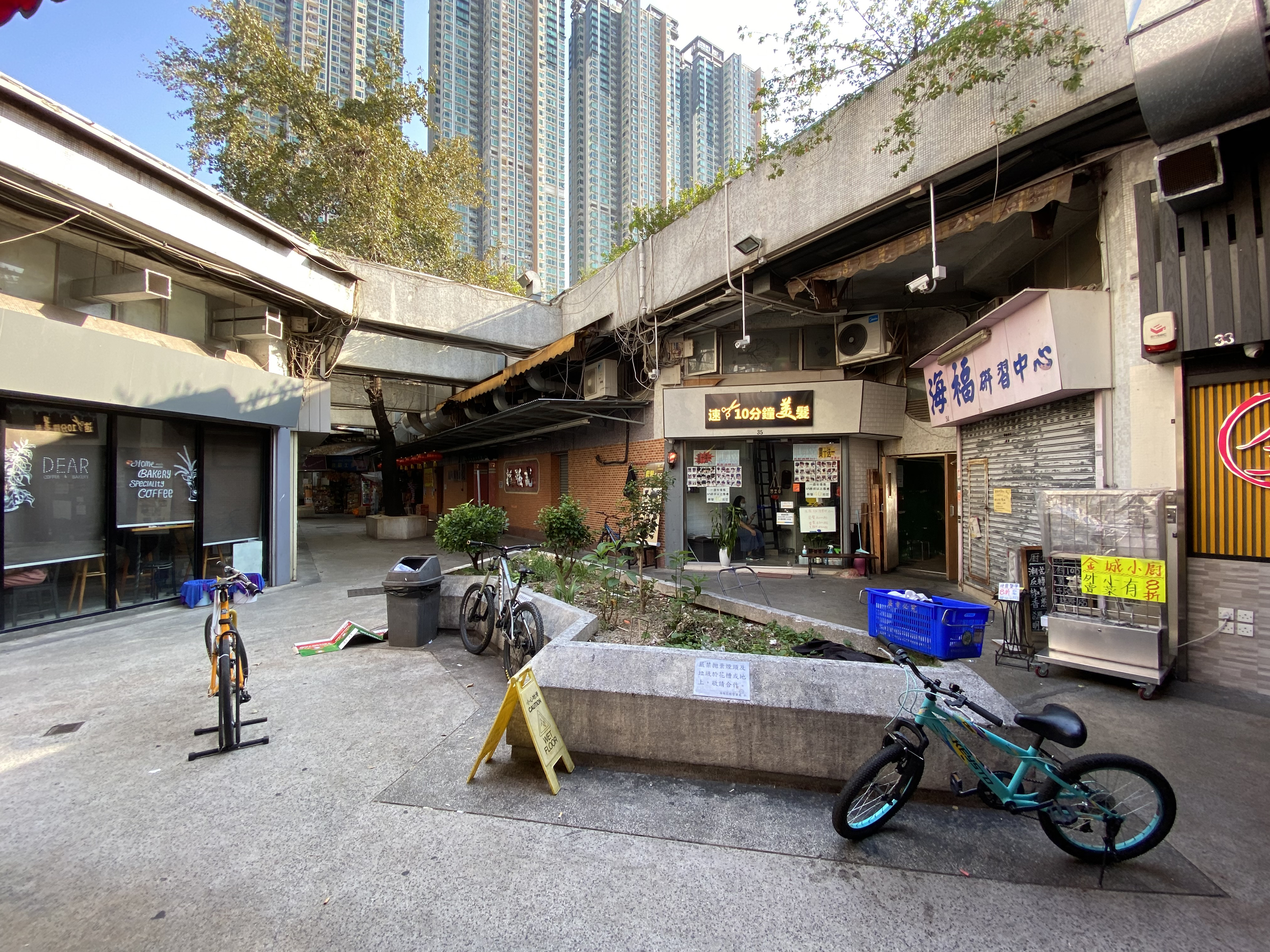
海福花園商場為街舖

海福花園（英語：Holford Garden）是香港屬第七期乙的其中一個私人參建居屋屋苑，由中國海外建築工程有限公司發展，由梁柏濤建築師及城市規劃師設計。位於香港沙田大圍，鄰近港鐵大圍站，是沙田區首個私人機構參建居屋屋苑，共有3座樓高25至30層的住宅大廈組成，提供800個單位，於1985年落成。該屋苑絕大部份單位均已補地價，跟私人住宅一樣，可在自由市場買賣。
於2017年，該屋苑接獲屋宇署之法定通知，需要進行強制驗樓計劃，而業主立案法團亦開始陸續展開驗樓及大維修招標程序。
2019年區議會選舉，因應本區人口過多，海福花園改劃到翠嘉選區，諮詢時曾接獲反對意見，但由於選管會未有接納，改動加以實行。

## 屋苑資料

### 樓宇
| 樓宇名稱（座號） | 樓宇類型                      | 落成年份 | 層數 | 每層伙數 | 每座單位總數（伙） | 建築師                   | 提供升降機的廠商 |
| ---------------- | ----------------------------- | -------- | ---- | -------- | ------------------ | ------------------------ | ---------------- |
| 福兆閣（第1座）  | 私人機構參建居屋計劃 （星型） | 1985年   | 25   | 10       | 250                | 梁柏濤建築師及城市規劃師 | 通力             |
| 福熹閣（第2座）  | 私人機構參建居屋計劃 （星型） | 1985年   | 30   | 10       | 300                | 梁柏濤建築師及城市規劃師 | 通力             |
| 福祺閣（第3座）  | 私人機構參建居屋計劃 （星型） | 1985年   | 25   | 10       | 250                | 梁柏濤建築師及城市規劃師 | 通力             |

### 商場
商場位於地面，全部為街舖。租戶包括便利店、診所、髮廊、速運站及智能櫃、食肆、租單車店和地產代理等。最大的租戶為開業30多年的新強記酒家。而近年也開設了不少吸引年輕人的餐廳，包括熱狗店、漢堡包店和壽司店等。商場天台為停車場。

## 教育設施

### 幼稚園
- 海福中英文幼稚園（页面存档备份，存于）（1985年創辦）